# Astragalus tephrodes
Astragalus tephrodes là một loài thực vật có hoa trong họ Đậu. Loài này được A.Gray miêu tả khoa học đầu tiên.